# Бромид циркония(III)
Бромид циркония(III) — неорганическое соединение, соль металла циркония и бромистоводородной кислоты с формулой ZrBr3, чёрные кристаллы, реагирует с водой.

## Получение
- Восстановление бромида циркония(IV) водородом:

{\displaystyle {\mathsf {ZrBr_{4}+H_{2}\ {\xrightarrow {450^{o}C}}\ ZrBr_{3}+2HBr}}}
- Восстановление бромида циркония(IV) цирконием:

{\displaystyle {\mathsf {3ZrBr_{4}+Zr\ {\xrightarrow {500^{o}C}}\ 4ZrBr_{3}}}}
- Восстановление бромида циркония(IV) алюминием:

{\displaystyle {\mathsf {3ZrBr_{4}+Al\ {\xrightarrow {350^{o}C}}\ 3ZrBr_{3}+AlBr_{3}}}}

## Физические свойства
Бромид циркония(III) образует чёрные кристаллы
гексагональной сингонии.

## Химические свойства
- Реагирует с водой:

{\displaystyle {\mathsf {2ZrBr_{3}+2H_{2}O\ {\xrightarrow {}}\ 2ZrOBr_{2}+H_{2}\uparrow +2HBr}}}
- Диспропорционирует при нагревании:

{\displaystyle {\mathsf {2ZrBr_{3}\ {\xrightarrow {350^{o}C}}\ ZrBr_{4}+ZrBr_{2}}}}
{\displaystyle {\mathsf {4ZrBr_{3}\ {\xrightarrow {827^{o}C}}\ 3ZrBr_{4}+Zr}}}